# Saint-Germain-sur-Meuse
Saint-Germain-sur-Meuse település Franciaországban, Meuse megyében. Lakosainak száma 215 fő (2022. január 1.). Saint-Germain-sur-Meuse Foug, Ourches-sur-Meuse, Pagny-sur-Meuse, Rigny-la-Salle, Ugny-sur-Meuse és Vaucouleurs községekkel határos.

## Népesség
A település népessége az elmúlt években az alábbi módon változott:
| Lakosok száma | 281  | 192  | 220  | 248  | 271  | 274  | 257  | 232  | 225  | 215  |
|               | 1968 | 1982 | 1990 | 2006 | 2013 | 2015 | 2017 | 2019 | 2020 | 2022 |